# 戴昌
戴 昌（たい しょう、? - ?）は、中国三国時代の呉・西晋の政治家・軍人。徐州広陵郡の人。

## 生涯
呉の左将軍の戴烈の子として生まれた。戴烈は赤烏13年（250年）、魏の王昶・州泰・王基らが南郡・西陵に攻め寄せた時に、陸凱に従って救援したことで知られる。
戴昌は呉では太尉まで出世したが、盛彦が8歳の時に戴昌の元を訪れ、戴昌は盛彦に詩を贈るのをみて、盛彦は戴昌の傍に座り返事の詩を返したという。
呉の滅亡後には晋に仕えて武陵郡太守に任じられた。戴昌は議論をよくしたが、潘京と一緒に議論する時があり、潘京は戴昌が自分程議論がうまくないと感じ、戴昌が潘京と議論ができる人を探しに行くのを笑って見守り、戴昌がようやく子の戴淵を連れてきて議論させると、潘京はようやく議論に高じることができたという。戴昌は潘京と戴淵との議論を盗み聞きして言った。「才能は貸し借りできるものではないな」。それで戴昌・戴淵親子は潘京に敬服して接したという。
戴昌はその後会稽郡太守に任じられ、亡くなったといわれている。

## 子孫
- 戴淵 - 戴昌の子。東晋の驃騎将軍。
- 戴邈 - 戴昌の子。東晋の尚書僕射。

## 伝記資料
- 『晋書』巻88 列伝第58 孝友・巻90 列伝第60 良吏